# USS Bainbridge (DDG-96)

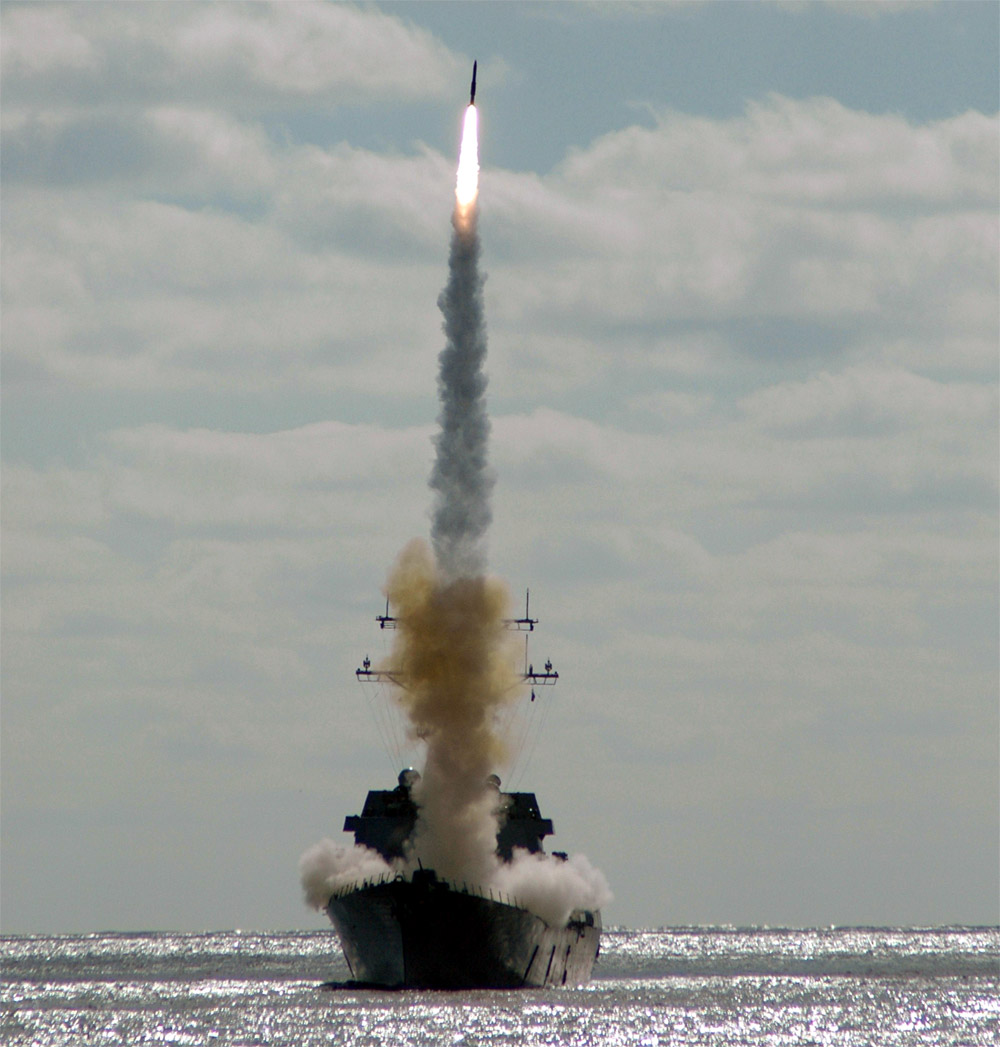
O USS Bainbridge disparando um míssil tomahawk.

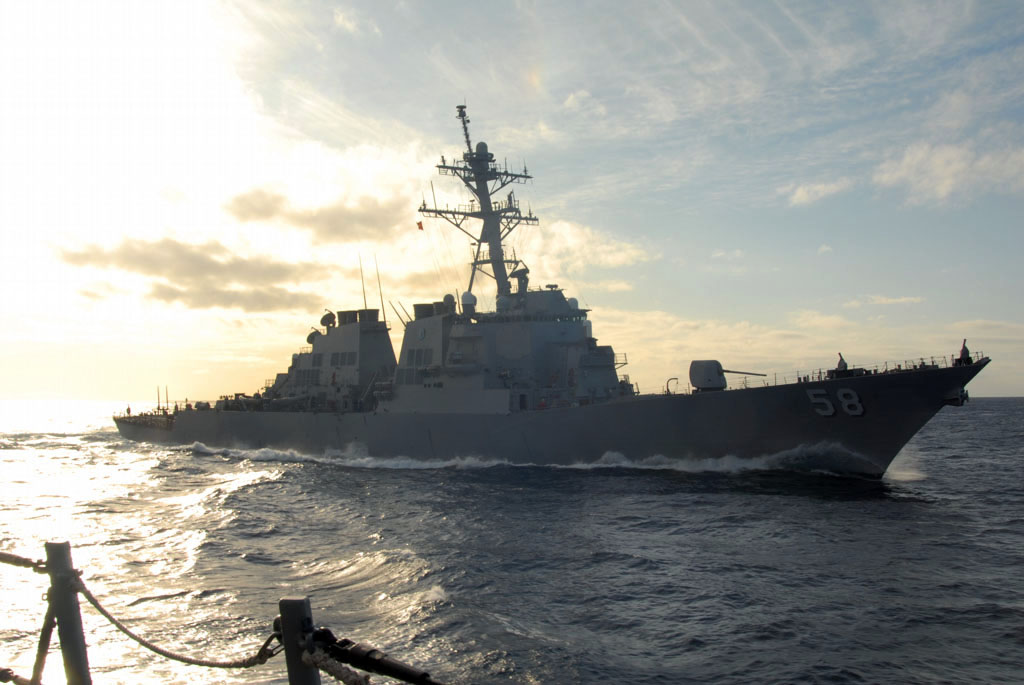
O Bainbridge navegando ao entardecer.

O USS Bainbridge é um destroyer da classe Arleigh Burke pertencente a Marinha de Guerra dos Estados Unidos. Bainbridge recebeu este nome em honra ao Comodoro William Bainbridge, que serviu como comandante da fragata USS Constitution e se destacou durante a Guerra de 1812.